# تشکن (افغانستان)
تشکن (به لاتین: Tashkan) یک منطقهٔ مسکونی در افغانستان است که در ولایت بدخشان واقع شده‌است.